# Méthaqualone
La méthaqualone est un sédatif et un hypnotique dont les effets sont similaires à ceux des barbituriques. C'est un dépresseur du système nerveux central. Employé comme sédatif, il était également utilisé comme drogue récréative dans les années 1970 en Amérique du Nord et dans les années 2000 en Afrique du Sud.

## Histoire
La méthaqualone a été synthétisée pour la première fois en Inde en 1955 par M.L. Gujral, puis introduite sur les marchés japonais et européens comme un substitut « sûr » des barbituriques. En 1965, elle était le sédatif le plus prescrit en Grande-Bretagne, où elle était légalement vendue sous les noms Malsed, Malsedin, et Revonal. En 1965, de la méthaqualone combinée à un antihistaminique a été lancée, sous le nom Mandrax (méthaqualone 250 mg combiné à de la diphénhydramine 25 mg), comme sédatif par les laboratoires Roussel.
C'est également à ce moment qu'elle devint une drogue récréative très populaire circulant sous les noms mandies et mandrake. En 1972, elle était l'un des six sédatifs les plus vendus sur le marché américain où elle était vendue sous le nom de Quaalude. À cette époque, « planer » (à la suite de la consommation de Quaalude ou équivalent) était un passe-temps relativement répandu dans les universités américaines. Elle était également utilisée jusque dans les années 1980 comme hypnotique, pour le traitement des insomnies, comme sédatif et comme relaxant musculaire. Dans les années 2000, elle fut très utilisée comme drogue récréative en Afrique du Sud.

## Noms commerciaux
- Normi-Nox (Allemagne)[7]
- Pallidan (Espagne)[7]
- Somnomed (Espagne)[7]

### Méthaqualone en association
- Isonox (Pays-Bas, Belgique)[7]
- Mandrax (Canada, France)[7]
- Motolon (Suisse)[7]
- Toquilone compositum (Suisse)[7]

### Fabricants, importateurs
- Herbrand (Allemagne)[7]
- Berna (Espagne)[7]
- Inibsa (Espagne)[7]
- UCB (Belgique)[7]
- Rousel (Canada)[7]
- Labatec (Suisse)[7]
- Medichemie (Suisse)[7]
- Parke Davis, entité de Pfizer (États-Unis)[7]

## Pharmacologie et intoxication
La méthaqualone agit selon un mécanisme globalement similaire à celui des benzodiazépines (BZD), et des hypnotiques apparentés: la modulation positive des récepteurs GABA-A,. Le profil de la méthaqualone diffère légèrement de celui des BZD vis-à-vis des sous-types de récepteurs visés. On observe une interaction avec les sous-types alpha-4 et alpha-6 (en fonction des sous-types de récepteur beta qui y sont reliés) en plus de la modulation des sous-types alpha-1, 2, 3 et 5. La disponibilité de la méthaqualone est proche de 100% et son absorption rapide, a fortiori sous forme de chlorhydrate.
Le profil pharmacologique exact de cette classe de produits est longtemps resté inconnu - de nombreuses zones d'ombres existent encore notamment quant au site exact d'interaction avec les récepteurs à GABA, distinct à la fois de celui des barbitals et de celui des BZD. On suspecte une certaine proximité avec le point d'ancrage de l'étomidate, utilisé en anesthésie.
Les effets habituels de ce composé sont la détente, la somnolence, la réduction du rythme cardiaque et de la fréquence respiratoire, l'augmentation du désir sexuel (aphrodisiaque) et la paresthésie (engourdissement des doigts et orteils) pouvant parfois induire l'euphorie. Une forte dose peut entraîner des troubles de l'élocution, des céphalées, une dépression et une photophobie.
Une surdose peut provoquer une confusion, des convulsions, de l'hypertonie, de l'hyperréflexie, des vomissements, une défaillance rénale, voire un coma parfois suivi de mort, secondaire à un arrêt cardiaque ou respiratoire. Ce genre d'intoxication ressemble fortement à une intoxication aux barbituriques, avec en plus des difficultés motrices accrues, une plus faible dépression respiratoire et cardiaque. L'intoxication est traitée par du diazépam et parfois d'autres anticonvulsivants.
Le syndrome anticholinergique est traité par l'utilisation de la néostigmine.
Chez l'enfant, une dose faible (environ 150 mg) entraîne des signes d'intoxication.

## Utilisation illégale à des fins récréatives
Le Quaalude est devenu la drogue récréative la plus populaire en Amérique du Nord à la fin des années 1960 et au début des années 1970, utilisé au cours de relations sexuelles, à cause de la sensation de relaxation, de l'hypersensibilité et de l'euphorie qu'il provoque. La délivrance de ce produit est plus réglementée en Grande-Bretagne dans le cadre du Misuse of Drugs Act de 1971 et aux États-Unis depuis 1973. Il a été retiré des marchés des pays développés dans les années 1980, et classifié comme produit de niveau 1 aux États-Unis depuis 1984.
Fumer de la méthaqualone, seule ou mélangée à divers produits (légaux ou non) était illégal, mais a tout de même gagné en popularité aux États-Unis au cours de la première moitié des années 1970. Fumer de la  méthaqualone provoque immédiatement chez le consommateur une sensation de transe et d'euphorie qui s'estompe rapidement. À cause de la grande toxicité des liants et des matières inertes dégagées par la méthaqualone quand elle est fumée, celle-ci représente un risque sérieux pour la santé. Fumer des pilules de méthaqualone peut entraîner un emphysème pulmonaire chronique ainsi que d'autres complications et troubles (notamment une pneumoconiose due au talc).

### Afrique du Sud
Connue sous le nom de Mandrax, M-Pilules ou Bonbon, la méthaqualone n'est pas avalée ; les comprimés sont plutôt écrasés et mélangés dans un tube ou le goulot d'un tesson de bouteille avec de la marijuana. À l'époque[Quand ?], il s'agit de la drogue la plus couramment utilisée en Afrique du Sud. Son bas prix, couplé à sa grande disponibilité et à la mauvaise qualité de la marijuana, en font, avec la méthamphétamine et le témazépam, la drogue dure favorite des populations les plus pauvres d'Afrique du Sud.
Parce qu'elle n'est plus légalement produite, des laboratoires clandestins, en Inde, Afrique du Sud ou d'autres pays d'Afrique, produisent de la méthaqualone pour alimenter le marché sud-africain.
Depuis l'arrêt de la commercialisation de la méthaqualone, de nombreuses imitations sont apparues, notamment aux États-Unis. Celles-ci renferment, outre de la méthaqualone, des quantités variables de benzodiazépines, de barbituriques, d'éphédrine, de méprobamate, de méclizine, de chlorphéniramine, de diphénhydramine, de saccharose, de phéncyclidine ainsi que d'autres substances chimiques non identifiées.